# Associação Atlética Rodoviária
L'Associação Atlética Rodoviária était un club brésilien de football basé à Manaus dans l'État de l'Amazonas. Il disparut en 1976.

## Palmarès
- Championnat de l'Amazonas :
  - Champion : 1973